# Taejang-dong, Wonju
Taejang-dong (koreanska: 태장동)  är en stadsdel i staden Wonju i provinsen Gangwon i den centrala delen av Sydkorea, 90 km öster om huvudstaden Seoul.

## Indelning
Administrativt är Taejang-dong indelat i:
| Namn    | Namn               | Yta km² | Invånare 31 dec 2020 |
| ------- | ------------------ | ------- | -------------------- |
| 태장1동 | Taejang 1(il)-dong | 3,93    | 10 239               |
| 태장2동 | Taejang 2(i)-dong  | 8,01    | 25 166               |